# Tanis et Zélide

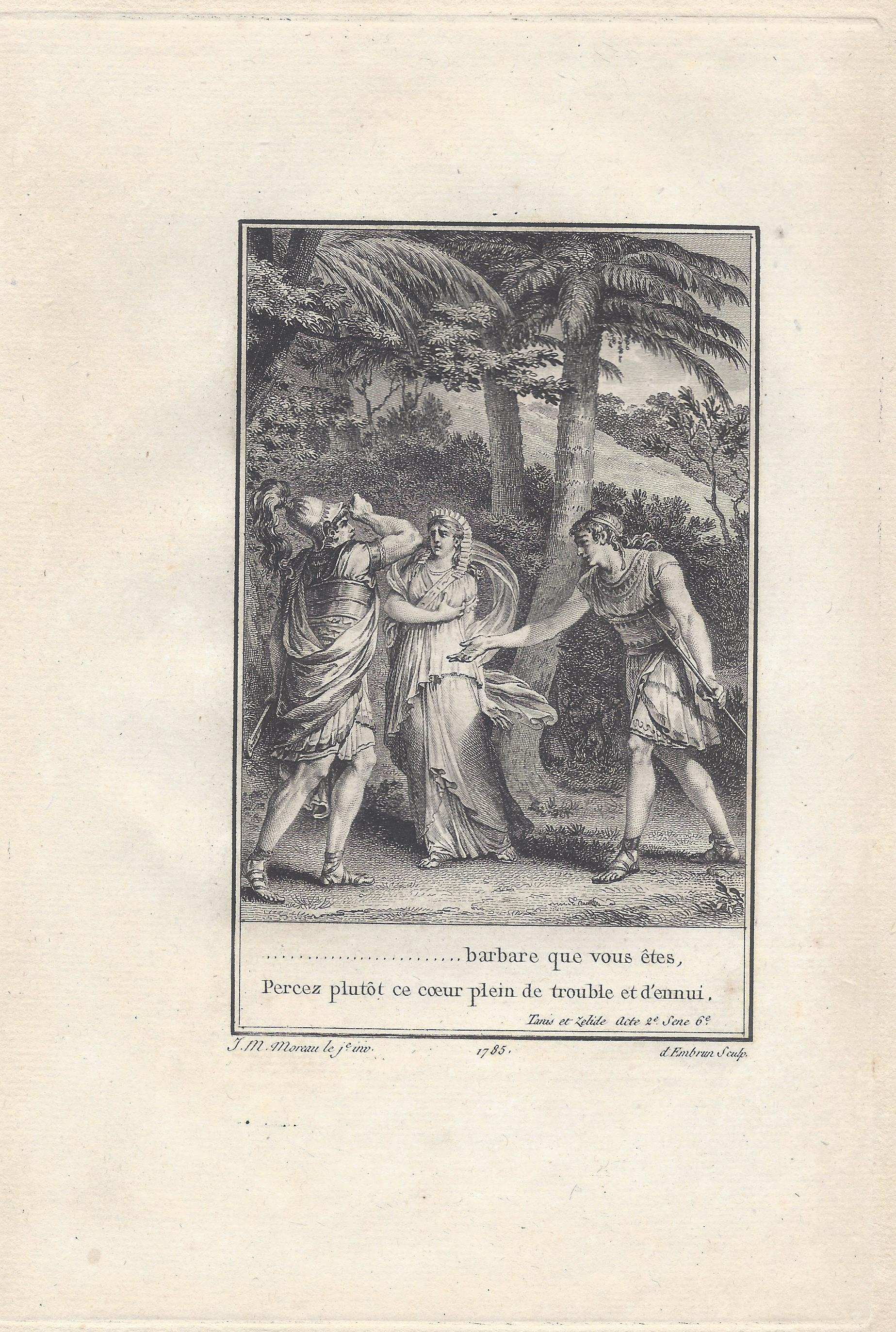
Jean-Michel Moreau: Illustration zur Tanis et Zélide, 1785

Tanis et Zélide, mit vollem Titel Tanis et Zélide ou les Rois Pasteurs, ist ein 1733 entstandenes Opernlibretto in fünf Akten von Voltaire. Das Stück wurde in den Jahren 2024/2025 zum ersten Mal von Anselm Breuer vertont.
Es erschien erstmals nach einem Manuskript 1784 in der Werkausgabe Kehl.

## Handlung
Die Handlung spielt in einer Landschaft vor der antiken Stadt Memphis in Ägypten. Die Königstochter Zélide liebt entgegen dem Willen der Magier den Hirten Tanis. Der Krieger Phanor
will Zélide mit Gewalt und der Hilfe der Magier zu seiner Frau machen. Die Götter Isis und Osiris greifen ein. Sie brechen die Macht der Magier und machen die Hirten zu den Königen Ägyptens.

## Literarische Vorlage und biografische Bezüge
Voltaire verfasste den Text zu Tanis et Zélide vom April bis zum Dezember 1733. Die Idee entnahm er einer Stelle bei Strabon, die ausführt, in der Vorzeit Ägyptens hätten die Magier Macht über das Leben der Könige besessen. Hirtenkönige hätten durch die Einführung des Kultes von Isis und Osiris diese uneingeschränkte Macht beendet.

## Aufführungen und zeitgenössische Rezeption
Tanis et Zélide wurde zu Lebzeiten Voltaires weder vertont noch aufgeführt. Der Mainzer Komponist Anselm Tobias Breuer legt im Sommer 2025 die erste Vertonung im barocken Stil vor. Diese Komposition gewann im April 2025 den Förderpreis der Voltaire-Stiftung. Eine Uraufführung der Oper ist für September 2026 in Mainz oder Darmstadt geplant.

## Drucklegung
Der Text der Tanis et Zélide erschien erstmals 1784 im neunten Band der Kehler Werkausgabe.

## Erste Ausgabe
- Tanis et Zélide ou les Rois Pasteurs, in: Oeuvres completes de Voltaire, Kehl, Imprimerie de la Société Littéraire-Typographique, 1784, 8°, S. 291–333. online